# Gilberto Eind
Gilberto Eind (Paramaribo, 3 oktober 1984) is een Surinaams voetballer die speelt als verdediger.

## Carrière
Eind begon zijn carrière in 2006 bij SV Walking Boyz hij de dubbel won in 2008/09 en de beker in 2012/13. In 2013 maakte hij de overstap naar SV Excelsior waar hij twee seizoenen speelde. Hij speelde in het seizoen 2015/16 voor SV Nishan 42. In 2016 ging hij spelen voor SV Robinhood en speelde er drie seizoenen en won in het seizoen 2017/18 opnieuw de dubbel. Sinds 2019 speelt hij voor SV Broki.
Hij speelde tussen 2014 en 2017 zestien interlands voor Suriname.

## Erelijst
- SVB-Eerste Divisie: 2008/09, 2017/18
- Surinaamse voetbalbeker: 2008/09, 2012/13, 2017/18
- Suriname President's Cup: 2006, 2009, 2015, 2016, 2018